# Kōfu, Yamanashi

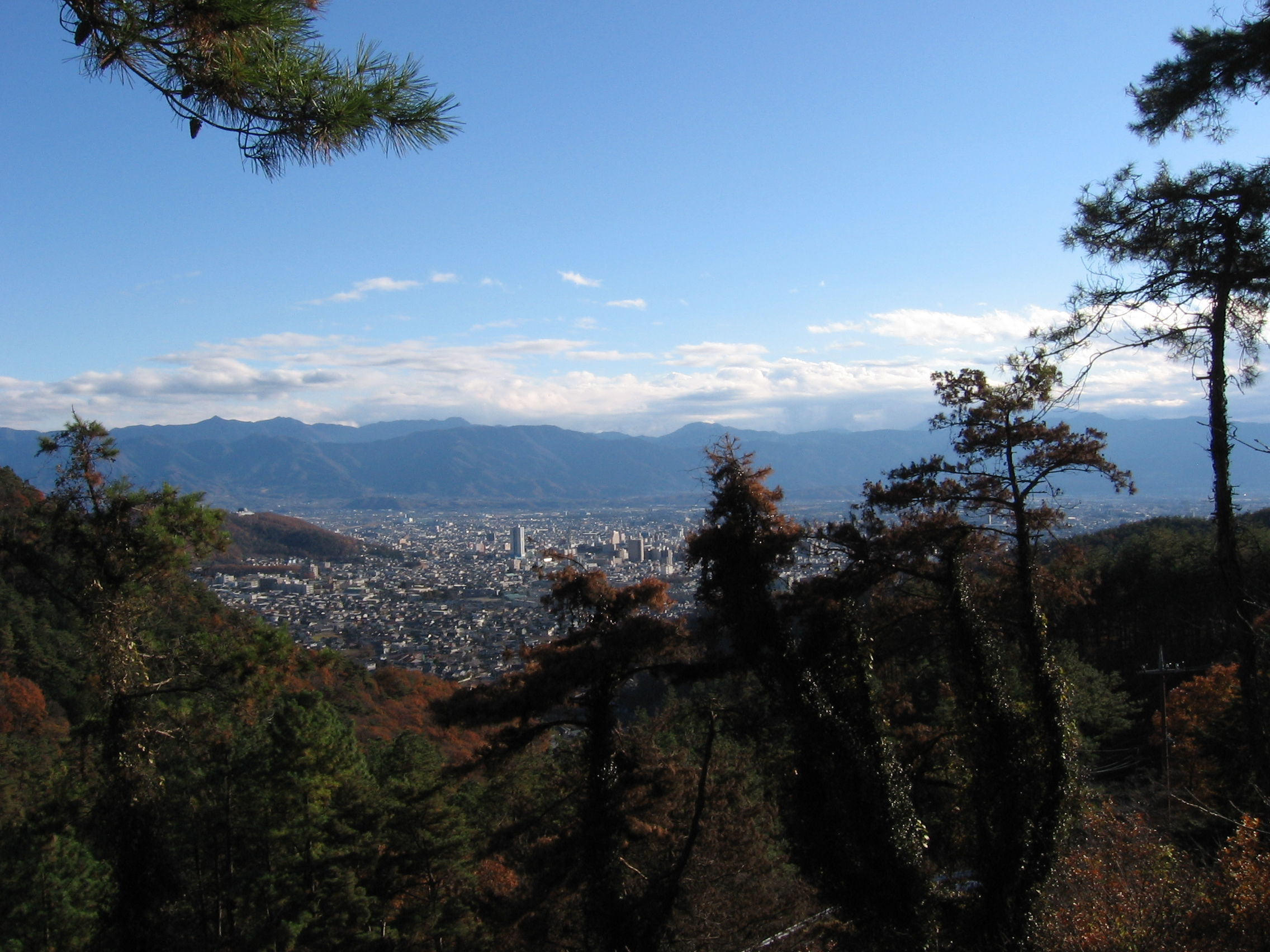
Kōfu

Kōfu (甲府市 Kōfu-shi?) este un municipiu din Japonia, centrul administrativ al prefecturii Yamanashi.